# Susanne Georgi
Susanne Jonah-Lynn Georgi (Sjølund, Dinamarca, 27 de julio de 1976), más conocida como Susanne o Susanna Georgi, es una cantante de origen danés residente en Andorra. Empezó su carrera con su hermana en el dúo Me & My, grupo con el que tuvieron varios éxitos alrededor de Europa y con el que participaron en la preselección para participar en el Festival de la Canción de Eurovisión por Dinamarca el 2007. 
Susanne representó a Andorra en el Festival de la Canción de Eurovisión 2009 en la primera semifinal con la canción «La teva decisió (Get a life)», interpretada en catalán e inglés.

## Susanne en Eurovisión
Susanne intentó representar a Dinamarca en el Festival de la Canción de Eurovisión 2007, junto a su hermana Pernille, con la canción «Two are stronger than one» («Dos son más fuertes que una»), pero la canción no consiguió los puntos necesarios en la preliminar danesa. No obstante, Susanne presentó los votos de Dinamarca en la final del Festival de Eurovisión.
Susanne representó a Andorra en el Festival de la Canción de Eurovisión 2009 con la canción «La teva decisió (Get a Life)», celebrado en la ciudad de Moscú, Rusia. Interpretó el tema en la primera semifinal, pero no logró obtener su pase a la final, alcanzando el 15° puesto con sólo 8 puntos.